# Eleocharis kleinii
Eleocharis kleinii är en halvgräsart som beskrevs av Manuel Barros. Eleocharis kleinii ingår i släktet småsäv, och familjen halvgräs. Inga underarter finns listade i Catalogue of Life.